# Jarosław Kamiński (Politiker)
Jarosław Kamiński, auch Jaroslav Kaminski, (* 8. Mai 1965 in Vilnius) ist ein litauischer Politiker polnischer Herkunft, ehemaliger Vize-Bürgermeister von Vilnius.

## Leben
Nach dem Abitur 1983 an der 11. Mittelschule Vilnius studierte er an der Mathematik-Fakultät der Vilniaus universitetas. Von 1984 bis 1986 leistete er den Pflichtdienst in der Sowjetarmee in Tallinn (Estland). 2003 absolvierte er das Bachelorstudium der Soziologie an der Vilniaus pedagoginis universitetas.
Von 1992 bis 1999 arbeitete er bei der Radiostation „Znad Wilii“ als Musikdirektor. Ab 2003 war er Berater Bürgermeisters in der Rajongemeinde Vilnius und Lehrer in Avižieniai. Ab 2007 arbeitete er als Berater des Bürgermeisters der Stadtgemeinde Vilnius. Vom 15. Dezember 2010 bis  2015 war er stellvertretender Bürgermeister von Vilnius.
Kamiński ist Mitglied von Lietuvos lenkų rinkimų akcija.
Kamiński ist verheiratet. Mit Frau Kristina hat er den Sohn Lukaš und die Töchter Eliza sowie Kinga.